# Omolița, Banatul de Sud
Omolița (în sârbă Omoljica, în maghiară Omlód, în germană Homolitz) este o localitate în Districtul Banatul de Sud, Voivodina, Serbia.

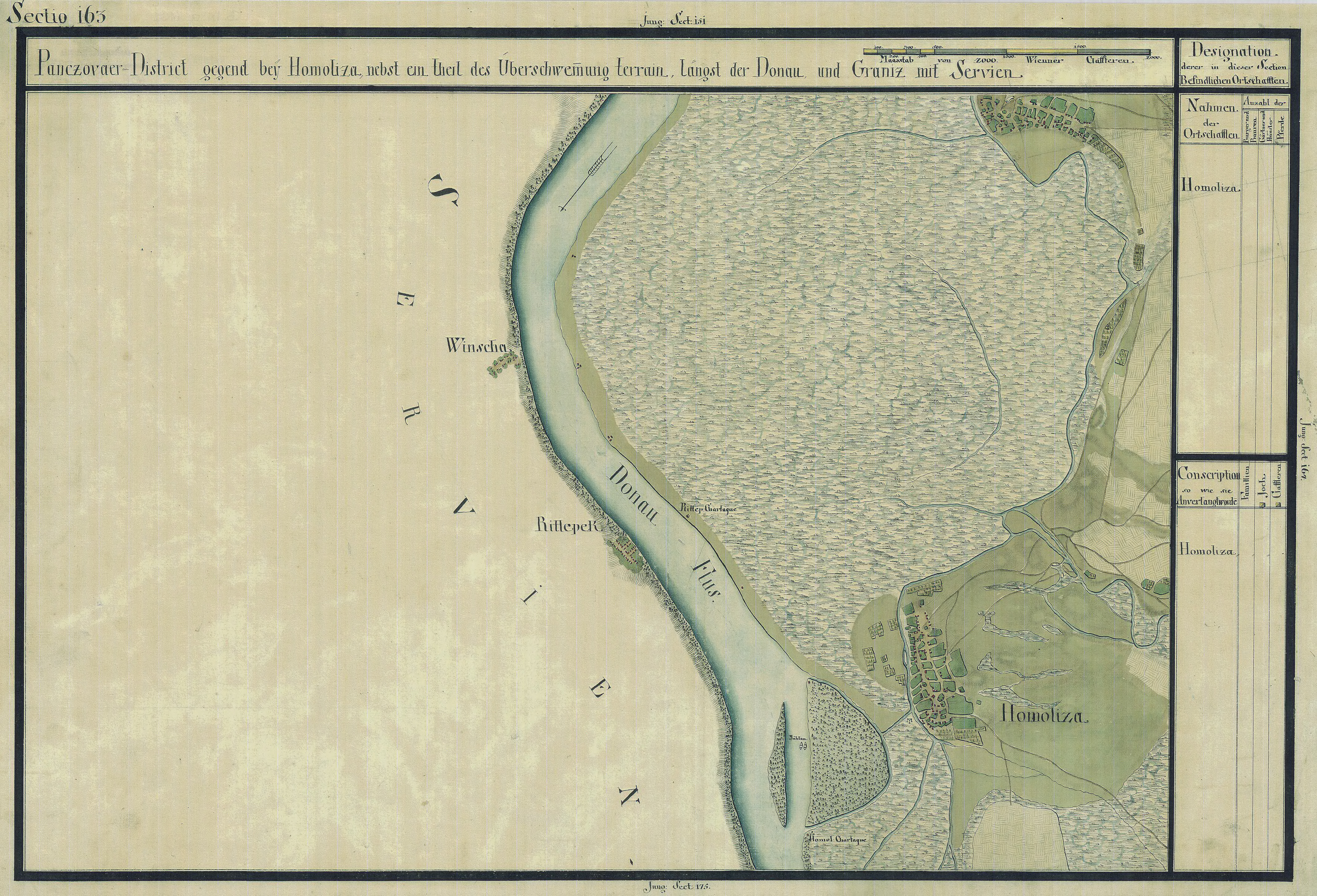
Omoliţa în Harta Iosefină a Banatului, 1769-1772